# The Out-Laws - Suoceri fuorilegge
The Out-Laws - Suoceri fuorilegge (The Out-Laws) è un film del 2023 diretto da Tyler Spindel.

## Trama
Un direttore di banca che è in procinto di sposarsi comincia a sospettare che i suoi suoceri siano dei fuorilegge.

## Distribuzione
Il film è stato distribuito sulla piattaforma Netflix a partire dal 7 luglio 2023.